# Brzo klizanje na ZOI 2018.
Natjecanja u brzom klizanju na Zimskim olimpijskim igrama 2018. u Pyeongchangu održat će se u klizačkoj dvorani Gangneung Oval u Gangneungu između 10. i 24. veljače 2018.

## Natjecanja
Svjetska klizačka organizacija najavila je da će uz uobičajene discipline pokušati uvesti i tzv. masovni start u kojem će odjednom klizati nekoliko desetaka klizača određenu udaljenost. Ako bi masovni start bio prihvaćen, vjerojatno bi se klizalo 500 metara (za razliku od 1998. i 2014.), a u takvom obliku je trenutačno i prihvaćen od strane Svjetske klizačke organizacije.
| Muške discipline - 500 m - 1000 m - 1500 m - 5000 m - 10000 m - masovni start - ekipno | Ženske discipline - 500 m - 1000 m - 1500 m - 3000 m - 5000 m - masovni start - ekipno |

## Vanjske poveznice
- Informacije o brzom klizanju na pyeongchang2018.org